# Estación José Mármol
José Mármol es una estación ferroviaria ubicada en la localidad homónima, en el partido de Almirante Brown, Provincia de Buenos Aires, Argentina.

## Servicios
Forma parte del Ferrocarril General Roca, siendo una estación intermedia del servicio eléctrico metropolitano de la Línea General Roca que se presta entre las estaciones Bosques y Temperley/Constitución.
Los servicios son prestados por la empresa estatal Trenes Argentinos Operaciones.

También es terminal de los servicios de cargas a Haedo.

## Diagrama
| Vía 1                    | Sin uso |
| Vía 2                    | Sin uso |
| Plataforma central Norte | |
| Vía 3                    | Trenes a Bosques provenientes de Constitución vía Temperley (próxima Rafael Calzada) Trenes directos a Bosques provenientes de Constitución (próxima Rafael Calzada) |
| Vía 4                    | Trenes a Constitución provenientes de Bosques vía Temperley (próxima Temperley) Trenes directos a Constitución provenientes de Bosques (próxima Lomas de Zamora)     |
| Plataforma Sur           | |